# Mostaganem
thumb|left|200px| Mostaganem
Mostaganem là một đô thị thuộc tỉnh Mostaganem, Algérie. Dân số thời điểm năm 2002 là 130.288 người.